# Hypoperigea lunulata
Hypoperigea lunulata là một loài bướm đêm trong họ Noctuidae.